# Holnon
Holnon és un municipi francès situat al departament de l'Aisne i a la regió dels Alts de França. L'any 2007 tenia 1.369 habitants.

## Demografia

### Població
El 2007 la població de fet de Holnon era de 1.369 persones. Hi havia 522 famílies de les quals 100 eren unipersonals (48 homes vivint sols i 52 dones vivint soles), 163 parelles sense fills, 191 parelles amb fills i 68 famílies monoparentals amb fills.
La població ha evolucionat segons el següent gràfic:
Habitants censats

### Habitatges
El 2007 hi havia 544 habitatges, 530 eren l'habitatge principal de la família, 3 eren segones residències i 11 estaven desocupats. 456 eren cases i 83 eren apartaments. Dels 530 habitatges principals, 398 estaven ocupats pels seus propietaris, 129 estaven llogats i ocupats pels llogaters i 4 estaven cedits a títol gratuït; 6 tenien una cambra, 13 en tenien dues, 42 en tenien tres, 128 en tenien quatre i 342 en tenien cinc o més. 408 habitatges disposaven pel capbaix d'una plaça de pàrquing. A 217 habitatges hi havia un automòbil i a 279 n'hi havia dos o més.

### Piràmide de població
La piràmide de població per edats i sexe el 2009 era:
| Homes | Edats   | Dones |
| ----- | ------- | ----- |
| 4     | 95 o +  | 0     |
| 0     | 90 a 94 | 0     |
| 8     | 85 a 89 | 20    |
| 0     | 80 a 84 | 8     |
| 8     | 75 a 79 | 8     |
| 12    | 70 a 74 | 16    |
| 28    | 65 a 69 | 36    |
| 32    | 60 a 64 | 20    |
| 44    | 55 a 59 | 40    |
| 48    | 50 a 54 | 68    |
| 68    | 45 a 49 | 48    |
| 32    | 40 a 44 | 48    |
| 52    | 35 a 39 | 52    |
| 28    | 30 a 34 | 68    |
| 69    | 25 a 29 | 48    |
| 20    | 20 a 24 | 40    |
| 48    | 15 a 19 | 28    |
| 44    | 10 a 14 | 52    |
| 56    | 5 a 9   | 40    |
| 56    | 0 a 4   | 44    |

## Economia
El 2007 la població en edat de treballar era de 914 persones, 641 eren actives i 273 eren inactives. De les 641 persones actives 599 estaven ocupades (311 homes i 288 dones) i 42 estaven aturades (19 homes i 23 dones). De les 273 persones inactives 130 estaven jubilades, 77 estaven estudiant i 66 estaven classificades com a «altres inactius».

### Ingressos
El 2009 a Holnon hi havia 549 unitats fiscals que integraven 1.448 persones, la mediana anual d'ingressos fiscals per persona era de 19.274,5 €.

### Activitats econòmiques
Dels 57 establiments que hi havia el 2007, 1 era d'una empresa extractiva, 3 d'empreses alimentàries, 1 d'una empresa de fabricació de material elèctric, 5 d'empreses de fabricació d'altres productes industrials, 11 d'empreses de construcció, 7 d'empreses de comerç i reparació d'automòbils, 5 d'empreses de transport, 2 d'empreses d'hostatgeria i restauració, 1 d'una empresa d'informació i comunicació, 5 d'empreses financeres, 1 d'una empresa immobiliària, 4 d'empreses de serveis, 10 d'entitats de l'administració pública i 1 d'una empresa classificada com a «altres activitats de serveis».
Dels 14 establiments de servei als particulars que hi havia el 2009, 1 era una oficina de correu, 1 taller de reparació d'automòbils i de material agrícola, 1 establiment de lloguer de cotxes, 1 paleta, 3 guixaires pintors, 1 fusteria, 1 lampisteria, 2 electricistes, 2 empreses de construcció i 1 perruqueria.
Dels 4 establiments comercials que hi havia el 2009, 1 era una gran superfície de material de bricolatge, 2 fleques i 1 una botiga d'electrodomèstics.
L'any 2000 a Holnon hi havia 5 explotacions agrícoles.

## Equipaments sanitaris i escolars
L'únic equipament sanitari que hi havia el 2009 era una farmàcia.
El 2009 hi havia una escola elemental.

## Poblacions més properes
El següent diagrama mostra les poblacions més properes.